# Stefan Lazarević
Stefan Lazarević, (serbisk kyrilliska: Стефан Лазаревић) även känd som Stevan den långe, född 1377 i Kruševac, död 19 juli 1427 i Kragujevac, var son till prins Lazar Hrebeljanović och var Serbiens prins 1389–1402 och sedan despot 1402–1427. 

## Biografi
Vid faderns död i slaget vid Trastfältet år 1389 var Stefan minderårig och därför tog hans mor Milica Hrebeljanović över tronen och gjorde Serbien till en vasallstat, för att på så vis skydda landet från att falla under kontroll för den konkurrerande dynastin Huset Branković.
När Stefan blev myndig började han aktivt att stötta det Osmanska riket i erövrandet av Balkan. År 1395 ledde han som osmansk vasall sin armé mot angränsande Vlaška, nuvarande Rumänien, som sedermera blev en vasallstat. År 1396 har han med sin armé en avgörande roll i Slaget vid Nikopolis i Bulgarien där Vidins kejsardöme samt det oregerliga Branković distriktet (Kosovo med omnejd) faller.
På grund av sin avgörande roll i segern för det Osmanska riket belönas Stefan med en större del av Vuk Brankovićs tillgångar och innehav på Kosovo, som in i det sista gjorde motstånd mot osmanerna. Tillsammans med ottomanerna medverkade han i januari 1398 i marschen mot Bosnien och nådde hela vägen fram till Glasnica. 
År 1402 efter det osmanska nederlaget vid Slaget vid Ankara dör hans herre Beyazit I. Efter det närmar han sig det Bysantinska riket istället och får titeln despot. Vid sin återkomst till Serbien i slutet av oktober månad 1402 anfaller Stefans armé resterande delar av Huset Branković vilket påbörjar dynastiernas krig som kommer att vara ett helt kommande decennium. Under den tiden påbörjades det Osmanska inbördeskriget och Huset Branković sällar sig till en sida, medan Huset Lazarević sällar sig till andra. 
I slutet av år 1403 eller början av 1404, hamnar Stefan i kontakt med den ungerska kungen Sigismund av Ungern från vem han får Mačva, Belgrad dit han flyttar sitt kapital och ägodelar. I samband med att Sigismund av Ungern förnyande av Drakens orden år 1408 blir Stefan hans förste riddare. I slutet av samma år motsätter sig även Stefans yngre bror Vuk hans regering.
Konflikten i Serbien löses först år 1412 när överenskommelse görs om att Stefans systerson Đurađ Branković blir kronprins. I det Osmanska inbördeskriget vinner Mehmet I år 1413 med Stefan hjälp, varpå det följer en period av fred. Efter Balše III Balšics död ärvde Stefan Furstendömet Zeta och efter Stefans död 1427 ärver Đurađ honom. 
Viss hävdar att Stefan i perioden av fred ägnade tiden åt att stärka Serbien ur både politiska, ekonomiska, kulturella och militära perspektiv.
Den Serbisk-ortodoxa kyrkan kanoniserade honom den 19 juli 1927, närmre 500 år efter hans död och han firas den 1 augusti (19 juli enligt den Julianska kalendern) som heliga Stefan den serbiska despoten.